# Cedega
트랜스게이밍 테크놀로지스(TransGaming Technologies)의 Cedega(예전 이름: WineX)는 와인(당시 와인은 MIT 라이선스를 따르고 있었다)에서 DirectX API를 자체 기술로 구현하여 리눅스에서 마이크로소프트 윈도우용으로 작성된 게임들을 구동한다.
하지만 한국의 ActiveX를 이용하여 로그인하는 게임은 지원하지 않는다.
WineX는 Cedega로 2004년 6월 22일에 버전 4.0에서 변경되었다.

## 같이 보기
- 와인 — Cedega의 기반인 자유 소프트웨어/오픈 소스 소프트웨어.
- CrossOver — 다른 Wine을 기반으로 한 독자적인 제품, 생산성/비즈니스 응용 프로그램과 최근에는 게임들을 목표로 하고 있다.